# Ракитное (Сумская область)
Ракитное (укр. Рокитне) — село,
Салтыковский сельский совет,
Конотопский район,
Сумская область,
Украина.
Код КОАТУУ — 5922087403. Население по переписи 2001 года составляло 143 человека.

## Географическое положение
Село Ракитное находится у истоков реки Терн,
ниже по течению примыкает село Терновка.
Река в этом месте пересыхает, на неё сделано несколько запруд.
В 1,5 км проходит автомобильная дорога Т-2504.